# Puertecito de la Virgen
Puertecito de la Virgen är en ort i Mexiko.   Den ligger i kommunen San Francisco de los Romo och delstaten Aguascalientes, i den centrala delen av landet, 400 km nordväst om huvudstaden Mexico City. Puertecito de la Virgen ligger 1 937 meter över havet och antalet invånare är 1 976.
Terrängen runt Puertecito de la Virgen är lite kuperad, och sluttar västerut. Runt Puertecito de la Virgen är det tätbefolkat, med 459 invånare per kvadratkilometer. Närmaste större samhälle är Aguascalientes, 8,8 km söder om Puertecito de la Virgen. Trakten runt Puertecito de la Virgen består till största delen av jordbruksmark.